# Ер-Рамаді
Ер-Рамаді (араб. الرمادي‎‎) — місто в центральному Іраку, за 110 км на захід від Багдада
, 
на висоті 50 м над рівнем моря 
. 
На північ і захід від Ер-Рамаді протікає річка Євфрат, на схід та південь розташовані передмістя. 
Столиця мухафази Анбар.
Місто було засноване в 1879 році. Населення Ер-Рамаді складає 874 543 мешканців (2005), за іншими даними — перевищує 400 000 
.. 
Більшість жителів — мусульмани-суніти з племені дулаїм. 
Ер-Рамаді є південно-західною вершиною «сунітського трикутника» в Іраку.
Місто займає стратегічне розташування на Євфраті та на дорозі на захід в Сирію та Йорданію. 
Це зробило його центром торгівлі, завдяки якій місто досягло значного процвітання. 
У листопаді 1917 року під час Першої світової війни тут билися британські війська під командуванням генерала Мода. (Див. Месопотамська кампанія). 
Під час окупації Іраку з боку США місто було центром опору. 
Оскільки тут проходить основна залізниця, що веде до Сирії, американці довгий час підозрювали, що в Рамаді знаходиться військова база повстанців (Битва за Рамаді). 
У травні 2015 року бойовики ІД захопили місто. 
28 грудня 2015 року іракський уряд заявив, що зміг відбити Рамаді у ІД 
.
В місті розташована гребля Рамаді, яка відсікає води Євфрату до озера Ель-Хаббанія.

## Географія
На початок XXI століття Рамаді мав приблизно 15 км зі сходу на захід і 12 км з півночі на південь. 
Центр міста щільно забудований, його оточують численні житлові квартали. 
Центр міста обмежений на півночі Євфратом, на сході — передмістями, на півдні — залізницею між Багдадом і Хадітою, а на заході — каналом Хаббанія. Більше передмість є на захід і північний захід від каналу та на північ від Євфрату.

Центр міста з’єднано з передмістями двома великими мостами, один через Євфрат, а інший через канал, тоді як західне та північне передмістя з’єднані великою магістраллю, яка перетинає Євфрат на північ від міста. 
Різні племінні групи живуть в окремих районах у передмістях 
, 
Передмістя широко пересічені каналами, які використовуються для зрошення сільськогосподарських угідь навколо міста. 

Невеликий час від заснування міста означає, що в ньому переважають сучасні бетонні будівлі, переважно дво- або триповерхові з плоскими дахами, але з низкою вищих будівель у центрі міста та те що йому бракує рис, типових для старих іракських міст, таких як касба. 
Семиповерхова міська лікарня, побудована японцями, є найвищою будівлею в Рамаді. 
Місто сильно постраждало під час війни в Іраку та повстанців. 
Багато будівель було зруйновано та стали непридатними для проживання.

### Клімат
Рамаді має спекотний пустельний клімат (BWh) за системою класифікації клімату Кеппена. 
Найбільше опадів випадає взимку. 
Середньорічна температура становить 22,4 °C. Щорічно випадає близько 115 мм опадів. 
У теплі місяці часто відбуваються піщані бурі. 

| Клімат Ер-Рамаді          | Клімат Ер-Рамаді | Клімат Ер-Рамаді | Клімат Ер-Рамаді | Клімат Ер-Рамаді | Клімат Ер-Рамаді | Клімат Ер-Рамаді | Клімат Ер-Рамаді | Клімат Ер-Рамаді | Клімат Ер-Рамаді | Клімат Ер-Рамаді | Клімат Ер-Рамаді | Клімат Ер-Рамаді | Клімат Ер-Рамаді |
| Показник                  | Січ.             | Лют.             | Бер.             | Квіт.            | Трав.            | Черв.            | Лип.             | Серп.            | Вер.             | Жовт.            | Лист.            | Груд.            |                  |
| Середній максимум, °C     | 15,1             | 18,3             | 24,2             | 29,9             | 36,1             | 40,9             | 43,5             | 43,6             | 39,2             | 32,7             | 22,4             | 16,4             |                  |
| Середній мінімум, °C      | 5,2              | 7,1              | 11,6             | 16,9             | 22,8             | 27,5             | 30,0             | 29,8             | 25,6             | 20,1             | 11,6             | 6,9              |                  |
| Норма опадів, мм          | 21               | 20               | 18               | 11               | 3                | 0                | 0                | 0                | 0                | 7                | 18               | 21               |                  |
| Вологість повітря, %      | 66               | 54               | 36               | 29               | 22               | 17               | 17               | 19               | 24               | 33               | 51               | 64               |                  |
| ------------------------- | ---------------- | ---------------- | ---------------- | ---------------- | ---------------- | ---------------- | ---------------- | ---------------- | ---------------- | ---------------- | ---------------- | ---------------- | ---------------- |
| Джерело: climate-data.org |                  |                  |                  |                  |                  |                  |                  |                  |                  |                  |                  |                  |                  |

## Історія
Рамаді знаходиться на родючій, зрошуваній, алювіальній рівнині, в межах іракського «сунітського трикутника». 
Поселення на цьому терені існувало вже до 1836, коли британський дослідник Френсіс Родон Чесні пройшов на паровому катері по Євфрату. 
Він описав це поселення як «дуже маленьке містечко» і зазначив, що чорні намети бедуїнів можна побачити вздовж обох берегів річки по всьому шляху від Рамаді до Фаллуджі
. 
Сучасне місто було засноване в 1869 Мідхат-пашею, османським валі (губернатором) Багдада. 
Османи прагнули контролювати раніше кочове плем'я дулаїм у рамках програми упокорення бедуїнських племен Іраку за допомогою надання їм спадкових земель, сподіваючись, що це міцніше прив'яже їх до держави 

.

### Світові війни
Рамаді двічі був ареною боїв між британцями та турками під час Першої світової війни. 
У березні 1917 року турецькі війська відступили з Фаллуджі до Рамаді. 
Британська армія генерал-лейтенанта Мода спробувала вибити турецький гарнізон у липні 1917 року, але зазнали труднощів через спеку як вдень, так і вночі. 
600 британських солдатів (плюс кавалерія) протистояли 1000 туркам із шістьма гарматами. 
Напад британців закінчився поразкою — виснаження, дезорганізація та несподівана піщана буря змусили Мода припинити атаки з великими втратами. 
Понад половини з 566 британських втрат були спричинені тепловими ударами 
.
Мод знову спробував взяти Рамаді у вересні 1917 року. 
Атаку генерал-майора Брукінгса було краще організовано, британцям вдалося відрізати туркам шлях до відступу, і багато солдатів турецького гарнізону було вбито або змушено здатися. 
Таким чином, англійці змогли взяти Рамаді під контроль 
.
Рамаді знову став ареною бойових дій під час Другої світової війни після Військового перевороту в Іраку. 
Очільник перевороту, Рашид Алі аль-Гайлані, ініціював облогу британської бази ВПС Хаббанія біля Рамаді. Це призвело до британської контратаки та короткої англо-іракської війни. 
Іракська бригада захопила Рамаді під приводом навчань. 
Британці сформували спеціальну групу військ Habforce і стрімко відбили Хабанію, що дозволило їм відновити контроль над Рамаді 
.

### Післявоєнна історія
Гребля Рамаді була побудована неподалік міста в 1955 році, щоб наповнити водою озеро Ель-Хаббанія на південний схід від міста 
. 
Анбарський університет був заснований у місті в 1987 році, завдяки чому в місті склалася більш ліберальна та світська культура, ніж в інших містах «сунітського трикутника».
 
Багато високопосадовців правлячої партії Баас були родом з Рамаді. 
Його місцеві еліти тісно пов'язані з режимом. 
Племена Анбар у місті та його околицях були значною мірою лояльні до режиму, в Рамаді базувалися підрозділи військових інженерів іракської армії, спецпідрозділи, проживали багато чинних і вищих офіцерів що вийшли на пенсію 
.
Рамаді був ареною великомасштабних демонстрацій проти Саддама Хусейна в 1995 році, що було унікальним для міст сунітського Іраку, де підтримка Саддама була значною 
. 
Демонстрації були викликані стратою Саддамом видного члена племені Дулаїм, генерала ВПС Мухаммада аль-Мадхлума Дулаїмі та трьох інших офіцерів з Рамаді. 
Після їх страти тіла були відправлені до Ер-Рамаді. 
Сили безпеки придушили демонстрації, і Саддам згодом ставився до членів племені Дулаїм з недовірою 
.

### Війна в Іраку та іракський повстанський рух
Політика «дебаасифікації» та розформування іракської армії, що проводили США після вторгнення до Іраку у 2003 році, в Рамаді проходили особливо важко через його тісні зв'язки з партією та армією. 
Багато високопосадовців та військових діячів міста раптом виявилися виключеними з суспільного життя. 
Це призвело до ескалації насильства у місті та початку атак проти коаліційних сил. 
В результаті Рамаді став осередком заколоту між 2003 і 2006 роками і сильно постраждав під час війни в Іраку 
.

### Під владою Ісламської держави
15 травня 2015 року Рамаді був захоплений бойовиками ІД. 
CNN повідомляло, що бойовики ІД захопили в полон понад 50 співробітників служб безпеки міста під час штурму. 
Прапор ІД був піднятий над будівлею мерії Рамаді 
. 
До 17 травня 2015 року Рамаді був повністю захоплений бойовиками ІД 
.
У листопаді 2015 року іракські урядові війська завершили оточення Рамаді 
.
22 грудня армія Іраку розпочала операцію із захоплення Рамаді від ІД.  
10 лютого 2016 року від іракської влади надійшло останнє повідомлення про повну зачистку міста від військ ІД.